# Week-end à Sochaux
Pour plus de détails, voir Fiche technique et Distribution.
Week-end à Sochaux est un documentaire français réalisé par Bruno Muel et le Groupe Medvedkine, sorti en 1972.

## Fiche technique
- Titre : Week-end à Sochaux
- Réalisation : Bruno Muel et le Groupe Medvedkine
- Photographie : Théo Robichet
- Production : Iskra
- Pays d'origine :  France
- Durée : 54 minutes
- Date de sortie : mai 1972 (présentation au festival de Cannes)

## Sélection
- 1972 : Festival de Cannes (Quinzaine des réalisateurs)[1]